# 任座
任座（?—?），战国时期魏国大臣。
魏文侯宴饮，让各大臣谈论自己。有人说魏侯的智慧，任座却说国君不像国君，得灭中山国不封国君的弟弟，而封国君自己的儿子，于是知道国君不肖。魏文侯不悦，他趋行而出。经过翟璜指点，魏文侯醒悟，以君令召回任座，亲自下阶迎接，以任座为上客。
《汉书·古今人表》把他列为第三等上下智人。